# Oldřich Machala
Oldřich Machala (* 4. August 1963 in Bruntál) ist ein ehemaliger tschechischer Fußballspieler und derzeitiger -trainer.

## Spieler
Oldřich Machala spielte seit seinem siebten Lebensjahr für TJ Moravský Beroun, mit 17 Jahren wechselte er zu Sigma Olomouc. Nach nur einer Saison ging er nach Tábor, um dort seinen Wehrdienst abzuleisten. 1984 kehrte der Abwehrspieler nach Olomouc zurück, wo er einer der wichtigsten Spieler und eine Ikone der Fans wurde.
1986 war er beim Debüt von Sigma Olomouc auf europäischer Ebene dabei, 1990/91 erreichte die Mannschaft den dritten Platz, die bis dahin beste Platzierung der Vereinsgeschichte. In sieben Spielzeiten hatte Machala gerade einmal zwölf Spiele verpasst und kam auf 198 Einsätze. Im Sommer 1991 wechselte er zum FC Hansa Rostock in die Bundesliga, für den er 15 Spiele bestritt. Nach einem halben Jahr zog er weiter zum VfB Oldenburg in die 2. Bundesliga, für den er in anderthalb Jahren 49 Partien absolvierte, dabei gelang ihm ein Tor.
1993 kehrte er zu Sigma Olomouc zurück, mit ihm spielte die Mannschaft 1996 um den Titel mit, wurde am Ende aber nur Zweiter. Bis 2000 ließ er nur zwei Spiele aus, er stand in 195 Begegnungen in Folge auf dem Platz. In der Spielzeit 2000/01 stand er nur noch auf Abruf bereit und kam noch zu neun Spielen.
In der ersten tschechoslowakischen und tschechischen Liga bestritt Machala 415 Spiele, davon alle für Sigma Olomouc.
In der Tschechischen Nationalmannschaft spielte Oldřich Machala nur ein Mal. Es war eine Ehrenbekundung an einen Spieler, der im tschechischen Fußball viel geleistet hatte. Ende 1996, Machala war bereits 33 Jahre alt, nahm ihn Trainer Dušan Uhrin mit auf die Reise nach Casablanca, wo die Tschechische Mannschaft um den König-Hassan II.-Pokal spielte. Am 11. Dezember 1996 wurde er im Spiel gegen Nigeria, das 2:1 endete, in der letzten Spielminute für René Wagner eingewechselt.

## Trainer
In der Saison 2001/02 übernahm Machala die Trainerposition bei der B-Mannschaft von Sigma Olmouc. Im Oktober 2001 wurde er zusätzlich Assistenztrainer bei der A-Mannschaft. 2002 wechselte Machala zum Drittligisten SK Hranice, für den er drei Jahre tätig war. 2005 übernahm er den Zweitligisten FK Kunovice, bei dem er einen Einjahresvertrag unterschrieb. Im Sommer 2006 war er kurzzeitig ohne Engagement, ehe er am 12. September 2006 den FC Dosta Bystrc-Kníničky in der zweiten tschechischen Liga übernahm. In der Saison 2007/08 trainierte Machala den Drittligisten SK Lipová. In der Spielzeit 2008/09 coachte er den Zweitligisten FC Hradec Králové. Zur Saison 2009/10 übernahm Machala den Drittligisten Fotbal Frýdek-Místek, bevor er im Mai 2011 als Chef-Trainer zum 1. HFK Olomouc ging.